# Angophora exul
Angophora exul là một loài thực vật có hoa trong Họ Đào kim nương. Loài này được K.D.Hill mô tả khoa học đầu tiên năm 1997.